# 松戸拘置支所

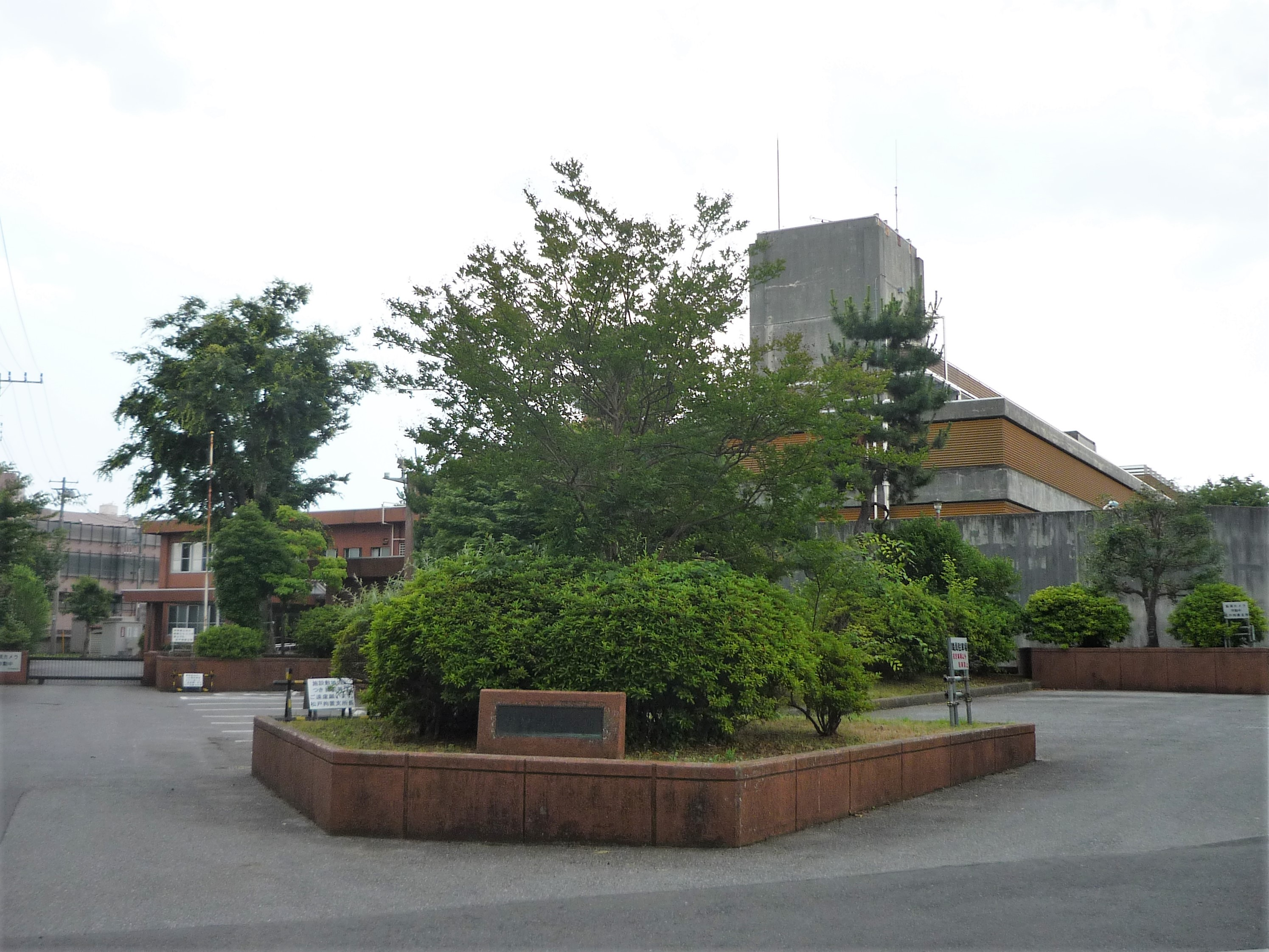
松戸拘置支所

松戸拘置支所（まつどこうちししょ）は、東京拘置所所管の刑事施設である。
2013年5月15日までは千葉刑務所所管であった。
なお、食料品などを差し入れをするときは、付近にコンビニエンスストアがあるので、そこで手続きをすることとなる。

## 所在地
- 千葉県松戸市岩瀬440番地

## 最寄り駅
- JR常磐線、京成松戸線松戸駅

## 組織
支所長以下、1課1部門を擁する施設である。
- 庶務課（会計係、領置係、名籍係、食料係）
- 処遇部門